# Stunts
Stunts (también distribuido bajo el título de 4D Sports: Driving) es un  videojuego de carreras desarrollado por Distinctive Software, Inc. (DSI). Fue publicado por Brøderbund en 1990 para los Estados Unidos y por Mindscape para el Reino Unido en 1991. Claramente influenciado por otros videojuegos clásicos del género como Hard Drivin' y Test Drive (también de DSI) con unos gráficos y una estructura de juego similar, y de Stunt Driver y  de Stunt Car Racer de Geoff Crammond. El juego fue creado originalmente para PC y después llevado al Amiga. La versión de Amiga es más lenta que otros juegos de esta computadora, sobre todo con los detalles gráficos al máximo.

## Descripción
En Stunts, los jugadores hacen carreras de una sola vuelta en distintos circuitos, con el objetivo de completarla lo antes posible sin estrellarse. A menudo los circuitos tiene elementos especiales como loopings, saltos (incluso sobre altos edificios) y obstáculos sobre la pista. Se permite a los jugadores conducir a través de una amplía zona cuadrada delimitada por una valla. Además pueden elegir competir contra el reloj, o contra un oponente a escoger entre un total de seis disponibles. En Stunts pueden escogerse entre 11 coches distintos, cada uno de ellos con la opción de cambio de marchas manual o automático. También incluye un sistema de repeticiones, visibles desde una amplia gama de ángulos de cámara distintos y con la posibilidad de guardar dichas repeticiones. Otro de los grandes atractivos del juego es un editor de pistas que permite a los jugadores diseñar sus propios circuitos en 5 mapas diferentes, pero el terreno de estos no se puede modificar (a menos que se use una combinación de teclas).
Stunts traía consigo una primitiva forma de protección contra copia: cada vez que el usuario iniciaba el juego, debía introducir una frase localizada en el manual del juego antes de empezar la primera carrera. Tenía tres intentos para ello, si fallaba comenzaba la carrera, pero unos segundos después aparecía un mensaje en pantalla diciendo que no había desactivado el sistema de seguridad del coche, y a continuación el automóvil explotaba, volviendo al menú principal.

## Fallos de programación
Algunos de los coches en el juego tienen una velocidad crítica que cuando es alcanzada permite al coche mantener su máxima velocidad incluso si se realizan acciones que normalmente lo desacelerarían, como conducir por la hierba, o por una curva con peralte. Este error se ha convertido en un aspecto principal entre los modernos fanes de Stunts, y es altamente aprovechado durante el diseño de pistas -pistas específicamente diseñadas para poder conducir a máxima velocidad continuamente- y durante las carreras para conseguir mejores tiempos de vueltas. La velocidad crítica es difícil de alcanzar con los coches más lentos. Una manera fácil de alcanzar la velocidad crítica es conduciendo uno de los coches más rápidos repetidamente dentro de un looping usando una técnica especial.
Cuando un coche ha alcanzado su velocidad crítica, pueden ocurrir raramente efectos extraños, como por ejemplo que el coche rebote arriba y abajo y a veces que salga volando a gran altura, resultando normalmente en un accidente.
Otros fallos incluyen (pero no limitan) la habilidad para atajar ciertos obstáculos por medio de varias técnicas, por ejemplo, el looping, el slalom y el sacacorchos. El último ejemplo, sin embargo, debe ser considerado más una técnica avanzada que un fallo de programación.
Desde el momento en que el usuario es libre de diseñar sus propias pistas, algunas de ellas pueden ser muy largas (más de 10 minutos para completar una vuelta) o contener distintos caminos para llegar a la meta, sin una clara indicación de cual de ellos es considerado válido por el juego. En ese caso, el juego puede volverse confuso para decidir cuál se supone que es el camino principal. El juego acepta cualquier camino alternativo a la meta como legal, excepto ciertos atajos a campo traviesa, en los cuales se asignará una tiempo de penalización.

## Stuntshoy en día
Aunque el juego es de hace más de 34 años, tiene un gran número de fanes en todo el mundo. Hay muchas webs que aumentaron sus visitantes proveyendo información y copias del juego. El poco espacio que ocupa Stunts, es tan solo de 1 MB al comprimirlo en formato ZIP, lo que también ha contribuido a la popularidad del juego. Las competiciones en línea de Stunts, donde el organizador del campeonato recibe repeticiones de las carreras a través de correo electrónico también están en auge.
Hoy en día permanecen fuertes y activas comunidades de Stunts en todo el mundo. Foros y páginas webs dedicadas al juego siguen funcionando, se siguen organizando varias competiciones de Stunts (mirar abajo el link Stunts Racing Portal) y la primera reunión mundial de Stunts tuvo lugar en Budapest, Hungría en agosto de 2004. Le han seguido otras dos reuniones Aarhus, Dinamarca en 2005 y otra vez en Budapest en 2006, probando que la comunidad de stunts está y estará activa.
Los juegos TrackMania, TrackMania Sunrise y TrackMania Nations están ampliamente considerados los sucesores espirituales de Stunts. GripShift para la PlayStation Portable también está fuertemente influenciado por Stunts. Cada uno de estos juegos dispone de un constructor de pistas, que permite a los jugadores crear circuitos como los de Stunts, con la opción de competir contra otros jugadores o en modo contrarreloj. Ambos juegos ofrecen loopings de loopings, espirales, curvas peraltadas y además permiten a los jugadores crear circuitos que con gráficos tridimensionales mucho mejores que los de Stunts.
También hay algunos juegos de software libre llamados Ultimate Stunts (un intento de crear un moderno juego similar a Stunts partiendo desde cero) y Maniadrive, que se parece mucho más a TrackMania.

## Coches
- Acura NSX
- Audi Quattro Sport Coupe
- Chevrolet Corvette ZR1
- Ferrari GTO (no incluido en Stunts 1.0)
- Jaguar XJR IMSA Race Car
- Lamborghini Countach 25th Anniversary Edition
- Lamborghini LM002
- Lancia Delta Integrale
- Porsche 962 IMSA Race Car
- Porsche 911 Carrera 4 (964)
- IndyCar March-Porsche

## Oponentes
Además de competir contrarreloj, hay disponibles seis oponentes con distintas habilidades. En orden de menor a mayor talento son:
- Squealin' Bernie Rubber - Más lento
- Herr Otto Partz
- Smokin' Joe Stallin
- Cherry Chassis
- Helen Wheels
- Skid Vicious - Más rápido